# Verbascum splendidum
Verbascum splendidum är en flenörtsväxtart som beskrevs av Pierre Edmond Boissier. Verbascum splendidum ingår i släktet kungsljus, och familjen flenörtsväxter. Inga underarter finns listade i Catalogue of Life.